# Cosmia flavifimbria
Cosmia flavifimbria là một loài bướm đêm trong họ Noctuidae.